# جزیره بلیزکی
جزیرهٔ بلیزکی (روسی: остров Близкий) یک جزیره در شمال سرزمین کراسنویارسک کشور روسیه است.